# Селски интернационал
Селският интернационал (на руски: Крестьянский интернационал) или Земеделски интернационал, също Червен селски интернационал, известен и със съкращението от руски Крестинтерн, е международно обединение на селски (земеделски) организации под влияние на Коминтерна.
Създаден е по време на конгрес в Москва на 10-16 октомври 1923 г. на представители на селски организации от СССР, Полша, Германия, Франция, Чехословакия, България, САЩ, Мексико, Норвегия, Швеция, Финландия, Япония и др. Официално е разпуснат пред 1939 г.
Начело на Крестинтерн стои неговият Съвет, който избира постоянно действащия Президиум, ръководен от генерален секретар. Българинът Васил Коларов е ръководител на организацията от 1928 до 1939 г.
Издавал списанията „Селски интернационал“ („Крестьянский интернационал“) и „Международен селски бюлетин“ („Международный крестьянский бюллетень“).